# Kyrkomötet 2018–2021
Kyrkomötet 2018–2021 var från 2018 till 2021 kyrkomötet (mandatperiod) i Svenska kyrkan. Det ersatte kyrkomötet 2014–2017. Kyrkomötet bestod av 251 ledamöter i 11 nomineringsgrupper som valdes under kyrkovalet i Svenska kyrkan 2017.

## Presidium
- Karin Perers, ordförande
- Levi Bergström, första vice ordförande
- Carina Etander Rimborg, andra vice ordförande[1]

### Kyrkostyrelsen
- Ärkebiskopen, ordförande
- Wanja Lundby-Wedin, första vice ordförande
- Daniel Tisell, andra vice ordförande
- Aron Emilsson
- Jesper Eneroth
- Margareta Winberg
- Lars Johnsson
- Erik Sjöstrand
- Britt Sandström
- Nils Gårder
- Marie Rydén Davoust
- Elisabeth Rydström
- Mats Hagelin
- Nils Kaiser
- Leif Nordlander[2]